# Kisoro (district)
Kisoro is een district in het zuidwesten van Oeganda. Het administratief centrum bevindt zich in de gelijknamige plaats Kisoro. Kisoro telde in 2014 281.705 inwoners en in 2020 naar schatting 315.400 inwoners. Meer dan 93% van de bevolking woont op het platteland. De bevolking bestaat grotendeels uit vier etnische groepen, Bafumbira, Bakiga, Banyarwanda en Batwa.
Het district grenst zowel aan Congo-Kinshasa als aan Rwanda en verder aan de Oegandese districten Kanungu en Rubanda. Het district telt naast Kisoro nog een andere stad (Rubuguri) en 13 subcounty's.
In het district liggen de nationale parken Mgahinga en Bwindi, waar berggorilla's leven.